# Francia en los Juegos Olímpicos de París 2024
Francia estuvo representada en los Juegos Olímpicos de París 2024 por un total de 573 deportistas que compitieron en 35 deportes. Responsable del equipo olímpico es el Comité Nacional Olímpico y Deportivo Francés, así como las federaciones deportivas nacionales de cada deporte con participación.
Los portadores de la bandera en la ceremonia de apertura fueron el nadador Florent Manaudou y la atleta Mélina Robert-Michon.

## Medallistas
El equipo olímpico de Francia obtuvo las siguientes medallas:
| Nombre | Deporte               | Competición                   |
| --- | --------------------- | ----------------------------- |
| Oro |                       |                               |
| Joris Daudet | Ciclismo BMX          | Carrera M                     |
| Pauline Ferrand-Prévot | Ciclismo de montaña   | Campo a través F              |
| Benjamin Thomas | Ciclismo en pista     | Ómnium M                      |
| Manon Apithy-Brunet | Esgrima               | Sable individual F            |
| Teddy Riner | Judo                  | +100 kg M                     |
| Shirine Boukli Joan-Benjamin Gaba Amandine Buchard Walide Khyar Sarah-Léonie Cysique Luka Mkheidze Clarisse Agbegnenou Alpha Oumar Djalo Marie-Ève Gahié Maxime-Gaël Ngayap Hambou Romane Dicko Aurélien Diesse Madeleine Malonga Teddy Riner | Judo                  | Equipo mixto                  |
| Léon Marchand | Natación              | 200 m braza M                 |
| Léon Marchand | Natación              | 200 m mariposa M              |
| Léon Marchand | Natación              | 200 m estilos M               |
| Léon Marchand | Natación              | 400 m estilos M               |
| Nicolas Gestin | Piragüismo en eslalon | C1 M                          |
| Equipo | Rugby 7               | Torneo M                      |
| Kauli Vaast | Surf                  | Individual M                  |
| Althéa Laurin | Taekwondo             | +67 kg F                      |
| Cassandre Beaugrand | Triatlón              | Individual F                  |
| Equipo | Voleibol              | Torneo M                      |
| Plata |                       |                               |
| Cyréna Samba-Mayela | Atletismo             | 100 m vallas F                |
| Lucas Dussoulier Timothé Vergiat Jules Rambaut Franck Seguela | Baloncesto 3×3        | Torneo M                      |
| Equipo | Baloncesto            | Torneo M                      |
| Equipo | Baloncesto            | Torneo F                      |
| Equipo | Balonmano             | Torneo F                      |
| Billal Bennama | Boxeo                 | 51 kg M                       |
| Sofiane Oumiha | Boxeo                 | 63,5 kg M                     |
| Danis Civil | Break dance           | Individual M                  |
| Sylvain André | Ciclismo BMX          | Carrera M                     |
| Victor Koretzky | Ciclismo de montaña   | Campo a través M              |
| Valentin Madouas | Ciclismo en ruta      | Ruta M                        |
| Nicolas Touzaint (Diabolo Menthe) Karim Laghouag (Triton Fontaine) Stephane Landois (Chaman Dumontceau) | Deportes ecuestres    | Concurso completo por equipos |
| Yannick Borel | Esgrima               | Espada individual M           |
| Auriane Mallo | Esgrima               | Espada individual F           |
| Sara Balzer | Esgrima               | Sable individual F            |
| Marie-Florence Candassamy Auriane Mallo Coraline Vitalis Alexandra Louis-Marie | Esgrima               | Espada por equipos F          |
| Equipo | Fútbol                | Torneo M                      |
| Luka Mkheidze | Judo                  | –60 kg M                      |
| Joan-Benjamin Gaba | Judo                  | –73 kg M                      |
| Anastasiya Kirpichnikova | Natación              | 1500 m libre F                |
| Élodie Clouvel | Pentatlón moderno     | Individual F                  |
| Titouan Castryck | Piragüismo en eslalon | K1 M                          |
| Angèle Hug | Piragüismo en eslalon | K1 cross F                    |
| Camille Jedrzejewski | Tiro                  | Pistola 25 m F                |
| Baptiste Addis Thomas Chirault Jean-Charles Valladont | Tiro con arco         | Equipo M                      |
| Lauriane Nolot | Vela                  | Formula Kite F                |
| Bronce |                       |                               |
| Djamili-Dini Aboudou-Moindze | Boxeo                 | +92 kg M                      |
| Romain Mahieu | Ciclismo BMX          | Carrera M                     |
| Anthony Jeanjean | Ciclismo BMX          | Parque M                      |
| Christophe Laporte | Ciclismo en ruta      | Ruta M                        |
| Simon Delestre (I Amelusina) Olivier Perreau (Dorai D'Aiguilly) Julien Épaillard (Dubai du Cedre) | Deportes ecuestres    | Saltos por equipos            |
| Maximilien Chastanet Maxime Pauty Enzo Lefort Julien Mertine | Esgrima               | Florete por equipos M         |
| Boladé Apithy Sébastien Patrice Maxime Pianfetti Jean-Philippe Patrice | Esgrima               | Sable por equipos M           |
| Maxime-Gaël Ngayap Hambou | Judo                  | –90 kg M                      |
| Shirine Boukli | Judo                  | –48 kg F                      |
| Amandine Buchard | Judo                  | –52 kg F                      |
| Sarah-Léonie Cysique | Judo                  | –57 kg F                      |
| Clarisse Agbegnenou | Judo                  | –63 kg F                      |
| Romane Dicko | Judo                  | +78 kg F                      |
| Florent Manaudou | Natación              | 50 m libre M                  |
| Yohann Ndoye-Brouard Léon Marchand Maxime Grousset Florent Manaudou | Natación              | 4 × 100 m estilos M           |
| Johanne Defay | Surf                  | Individual F                  |
| Cyrian Ravet | Taekwondo             | –58 kg M                      |
| Félix Lebrun | Tenis de mesa         | Individual M                  |
| Simon Gauzy Alexis Lebrun Félix Lebrun | Tenis de mesa         | Equipo M                      |
| Lisa Barbelin | Tiro con arco         | Individual F                  |
| Léo Bergère | Triatlón              | Individual M                  |
| Sarah Steyaert Charline Picon | Vela                  | 49er FX F                     |